# Merlin (groupe yougoslave)
Pour les articles homonymes, voir Merlin.
Merlin est un groupe de musique rock yougoslave créé, en 1983 par Edin Dervišhalidović plus connu par la suite sous le nom Dino Merlin. Ce dernier était le compositeur, le parolier et le chanteur du groupe. Merlin faisait partie de la nouvelle vague musicale yougoslaves, qui est apparue au début des années 1980, principalement à Sarajevo. Le groupe et son auteur-compositeur-chanteur sont rapidement devenus très célèbres à travers tout le pays.
Le déclenchement des Guerres de Yougoslavie a entrainé la dislocation du groupe en 1991 et Edin Dervišhalidović a commencé une carrière en solo, en 1993, sous le nom de scène de Dino Merlin.
Les chansons du groupe et de son leader sont restés populaires dans l'ensemble des États issus de la désagrégation de la Yougoslavie.

## Discographie
- Kokuzna vremena (1985)
- Teško meni sa tobom (a još teže bez tebe) (1986)
- Merlin (1987)
- Nešto lijepo treba da se desi (1989)
- Peta strana svijeta (1990)
- Balade (1995) - compilation
- Najljepše pjesme (1995) - compilation
- Rest of the Best (1996) - compilation